# Mokřad u Slováckých strojíren
Mokřad u Slováckých strojíren este o arie protejată (arie specială de conservare — SAC, sit de importanță comunitară — SCI) din Republica Cehă întinsă pe o suprafață de 8,63 ha, integral pe uscat.

## Localizare
Centrul sitului Mokřad u Slováckých strojíren este situat la coordonatele 49°00′03″N 17°39′01″E / 49.000833°N 17.650278°E.

## Înființare
Situl Mokřad u Slováckých strojíren a fost declarat sit de importanță comunitară în aprilie 2005 pentru a proteja 1 specie de animale. Situl a fost protejat și ca arie specială de conservare în decembrie 2013.

## Biodiversitate
Situată în ecoregiunea continentală, aria protejată nu include niciun habitat protejat.
La baza desemnării sitului se află o specie protejată de  amfibieni: izvoraș-cu-burta-galbenă (Bombina variegata).